# Зајечиће
Зајечиће је насеље у Србији у општини Сјеница у Златиборском округу. Према попису из 2022. било је 335 становника (према попису из 1991. било је 242 становника).

## Демографија
У насељу Зајечиће живи 128 пунолетних становника, а просечна старост становништва износи 34,3 година (32,3 код мушкараца и 36,2 код жена). У насељу има 43 домаћинства, а просечан број чланова по домаћинству је 4,30.
Ово насеље је великим делом насељено Бошњацима (према попису из 2002. године), а у последња три пописа, примећен је пад у броју становника.
|  |

| Демографија | Демографија | Демографија |
| Година      | Становника  | Становника  |
| ----------- | ----------- | ----------- |
| 1948.       | 200         |             |
| 1953.       | 241         |             |
| 1961.       | 253         |             |
| 1971.       | 339         |             |
| 1981.       | 269         |             |
| 1991.       | 242         | 235         |
| 2002.       | 185         | 218         |

| Етнички састав према попису из 2002.‍ | Етнички састав према попису из 2002.‍ | Етнички састав према попису из 2002.‍ | Етнички састав према попису из 2002.‍ | Етнички састав према попису из 2002.‍ |
| ------------------------------------ | ------------------------------------ | ------------------------------------ | ------------------------------------ | ------------------------------------ |
|                                      |                                      |                                      |                                      |                                      |
| Бошњаци                              | Бошњаци                              |                                      | 180                                  | 97,29%                               |
| Муслимани                            | Муслимани                            |                                      | 3                                    | 1,62%                                |
| непознато                            | непознато                            |                                      | 0                                    | 0,0%                                 |

| Година пописа     | 1948. | 1953. | 1961. | 1971. | 1981. | 1991. | 2002. |
| ----------------- | ----- | ----- | ----- | ----- | ----- | ----- | ----- |
| Број домаћинстава | 31    | 34    | 37    | 53    | 55    | 46    | 43    |

| Број чланова      | 1 | 2 | 3 | 4  | 5 | 6 | 7 | 8 | 9 | 10 и више | Просек |
| ----------------- | - | - | - | -- | - | - | - | - | - | --------- | ------ |
| Број домаћинстава | 2 | 7 | 7 | 10 | 3 | 9 | 2 | 2 | 1 | 0         | 4,30   |

| Пол    | Укупно | Неожењен/Неудата | Ожењен/Удата | Удовац/Удовица | Разведен/Разведена | Непознато |
| ------ | ------ | ---------------- | ------------ | -------------- | ------------------ | --------- |
| Мушки  | 66     | 18               | 45           | 3              | 0                  | 0         |
| Женски | 71     | 15               | 45           | 10             | 1                  | 0         |
| УКУПНО | 137    | 33               | 90           | 13             | 1                  | 0         |

| Пол    | Укупно                    | Пољопривреда, лов и шумарство | Рибарство                            | Вађење руде и камена | Прерађивачка индустрија       |
| ------ | ------------------------- | ----------------------------- | ------------------------------------ | -------------------- | ----------------------------- |
| Мушки  | 35                        | 25                            | 0                                    | 1                    | 0                             |
| Женски | 27                        | 21                            | 0                                    | 0                    | 2                             |
| УКУПНО | 62                        | 46                            | 0                                    | 1                    | 2                             |
| Пол    | Производња и снабдевање   | Грађевинарство                | Трговина                             | Хотели и ресторани   | Саобраћај, складиштење и везе |
| Мушки  | 0                         | 1                             | 1                                    | 0                    | 2                             |
| Женски | 0                         | 0                             | 0                                    | 0                    | 0                             |
| УКУПНО | 0                         | 1                             | 1                                    | 0                    | 2                             |
| Пол    | Финансијско посредовање   | Некретнине                    | Државна управа и одбрана             | Образовање           | Здравствени и социјални рад   |
| Мушки  | 0                         | 0                             | 0                                    | 4                    | 0                             |
| Женски | 0                         | 0                             | 0                                    | 4                    | 0                             |
| УКУПНО | 0                         | 0                             | 0                                    | 8                    | 0                             |
| Пол    | Остале услужне активности | Приватна домаћинства          | Екстериторијалне организације и тела | Непознато            | Непознато                     |
| Мушки  | 0                         | 0                             | 0                                    | 1                    | 1                             |
| Женски | 0                         | 0                             | 0                                    | 0                    | 0                             |
| УКУПНО | 0                         | 0                             | 0                                    | 1                    | 1                             |